# Acantholimon talagonicum
Acantholimon talagonicum är en triftväxtart som beskrevs av Pierre Edmond Boissier. Acantholimon talagonicum ingår i släktet Acantholimon och familjen triftväxter. Inga underarter finns listade i Catalogue of Life.